# 長江勝景
長江 勝景（ながえ かつかげ）は、戦国時代から安土桃山時代にかけての武将。長江盛景の子。別名、月鑑斎（げっかんさい）。

## 概要
深谷長江氏は長江義景の一族、あるいは四弟とされる義員が陸奥国桃生郡深谷に入り、葛西清重の三男清員を養子としたことにはじまるとされる。長江氏は小野城を本拠として代々葛西氏と親密な関係を築いていたが、だんだん葛西氏や大崎氏の圧力が強まり、長江宗武が伊達持宗に仕えて以降は伊達氏とも親密な関係となり、15世紀末から続いた葛西氏の内乱においては伊達氏から養子に入った葛西宗清を支援して葛西朝信・政信兄弟と戦ったとされる。

## 生涯
1536年頃になると勝景の名が現れるようになる。
1542年に天文の乱が起こると盛景は伊達晴宗方につき、一族の三分一所氏は伊達稙宗方についたため稙宗が敗れると盛景は矢本氏に次男景重を、三分一所氏に三男・家景を養子として送り込んだ。兄弟仲は悪かったようで、盛景が亡くなり勝景が家督を継ぐと元亀年間（1570年頃）に次弟の景重と合戦となり、これを滅ぼしている。また、三弟・家景は勝景が伊達政宗に叛逆して滅亡した際、いち早く政宗に忠誠を誓ったため許され子孫が伊達家臣として続いた。
勝景は信心深い性格で、若くから出家し、月鑑斎と名乗った。月鑑斎は伊達家の勇将として数々の合戦に参加したが、大崎合戦において伊達軍が留守政景と泉田重光の対立によって敗北すると、伊達軍を退却させるかわりとして対立の原因となった泉田と共に人質とされてしまう。当時60歳を超えていた月鑑斎は当時20代の政宗からの扱いが耐えられず（鎌倉以来、幕府から独自の交渉があった武家としての誇りからとも言われている）、最上氏から派遣された延沢満延の説得に応じて伊達氏からの離反を勧められ、これを受諾。泉田は寝返りを拒否した為、以後も捕虜のままであったが、月鑑斎は政宗から離反したために、護衛の騎馬兵までつけられて自領へと帰った。
1590年に行われた奥州仕置によって参陣しなかった長江氏は没落し、葛西大崎一揆が鎮圧された後に政宗が岩出沢城で開いた宴席に黒川月舟斎と共に欠席した月鑑斎は大崎合戦の恨みから月舟斎と共に幽閉され、娘婿の留守政景のとりなしによって助命された月舟斎とは対照的に月鑑斎は政宗の命を受けた秋保氏によって殺害された。